# Samanie Loe A Foe
Samanie Loe A Foe (15 mei 2006) is een Surinaams voetbalster.  Ze komt uit voor PVV in de Eerste Divisie en speelt voor het Surinaamse voetbalelftal.

## Carrière
Samanie Loe A Foe komt uit voor de club Politie Voetbal Vrienden (PVV) die begin 2023 uitkomt in de Eerste Divisie, het hoogste niveau in het voetbal voor vrouwen in Suriname.
In 2021 speelde ze in het Surinaams voetbalelftal U-17 tijdens de kwalificatiewedstrijden in het CONCACAF Women's Championship tegen Grenada, Belize, de Britse Maagdeneilanden en Saint Kitts en Nevis.
Ze speelde in 2022 in twee kwalificatiewedstrijden voor het Wereldkampioenschap voetbal vrouwen van 2023. Op 18 februari 2022 leed ze met haar team een grote Nederlaag van 9-0 tegen Mexico, waarna de kansen klein waren om nog te kunnen doorstoten naar het eindtoernooi. De thuiswedstrijd tegen Anguilla werd gewonnen met 5-0.
In maart 2022 speelde ze in het Surinaamse elftal U-20 uit tegen de Verenigde Staten. Deze wedstrijd werd met 14-0 verloren. Suriname wist zich niettemin te plaatsen en was het jaar erop ingedeeld in de groep met Guyana, de Dominicaanse Republiek en Dominica. Suriname eindigde als derde in de groep en ging niet door naar de tweede ronde.